# Tony Camargo

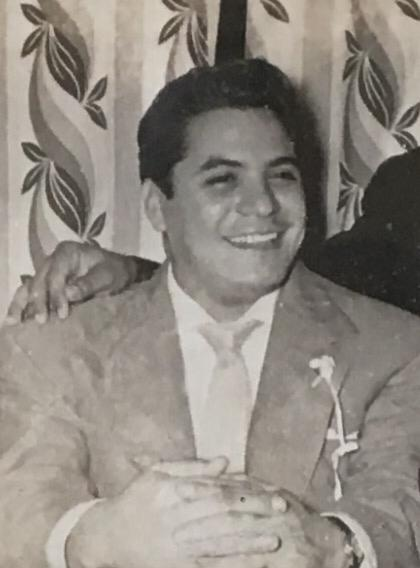

Antonio Camargo Carrasco (Tony Camargo; * 1. Juni 1926 in Guadalajara; † 5. August 2020 in Mérida) war ein mexikanischer Sänger.

## Biografie
Camargo begann seine Laufbahn als Sänger im Alter von 16 Jahren. Mehrere Jahre war er einer der Sänger in Carlos Uicabs Orquesta del Ayuntamiento in Mérida. Berühmt wurde er mit dem Song El año viejo des venezolanischen Komponisten Crescencio Salcedo, den er 1953 auf seiner ersten LP veröffentlichte. Neben La Engañadora (von Enrique Jorrín), El negrito del Batey (von Medardo Guzmán) und Bandolera (von Victor Cavalli) zählt er zum Grundbestand der mexikanischen música tropical. Großen Erfolg hatte er auch mit seiner Aufnahme von Angel Cus A Tabasco (1959) und der in den 1970er Jahren zu Gunsten der Partido Acción Nacional entstandenen Aufnahme von El Partido por la mitad nach einem Text des Puerto-Ricaners Manuel Jiménez.
In seiner langen Laufbahn hatte Camargo Auftritte im Rundfunk und Fernsehen, in Filmen und an Theatern, unter nahm Konzerttourneen und realisierte hunderte von Plattenaufnahmen mit Musikern wie Agustín Lara, María Victoria, José Alfredo Jiménez, Los Diamantes, Los Ases, Los Hermanos Martínez Gil, den Orchestern von Pérez Prado, Pablo Beltrán Ruiz und vielen anderen.